# Muchtarchan Diłdabiekow
Muchtarchan Kobłanbiekowicz Diłdabiekow (ur. 19 marca 1976 w Szymkencie) – kazachski bokser, srebrny medalista olimpijski z Sydney.
W 1999 roku zdobył srebrny medal na mistrzostwach świata w Houston. W finale przegrał z Turkiem Sinanem Şamil Samem. W 2000 roku zdobył srebrny medal na igrzyskach olimpijskich w Sydney. W półfinale pokonał Uzbeka Rustama Saidova, a w finale uległ Audleyowi Harrisonowi. W 2003 roku startował na mistrzostwach świata w Bangkoku, jednak odpadł przed ćwierćfinałem, przegrywając z Sebastianem Köberem. W 2004 startował na igrzyskach olimpijskich w Atenach. W pierwszej walce zrewanżował się Köberowi, ale odpadł w następnej, przegrywając z Aleksandrem Powietkinem.
Trzy razy w karierze zdobył medal igrzysk azjatyckich: złoty w 1998, a także srebrny w 2002 i 2006 roku.